# Julius Sundblom

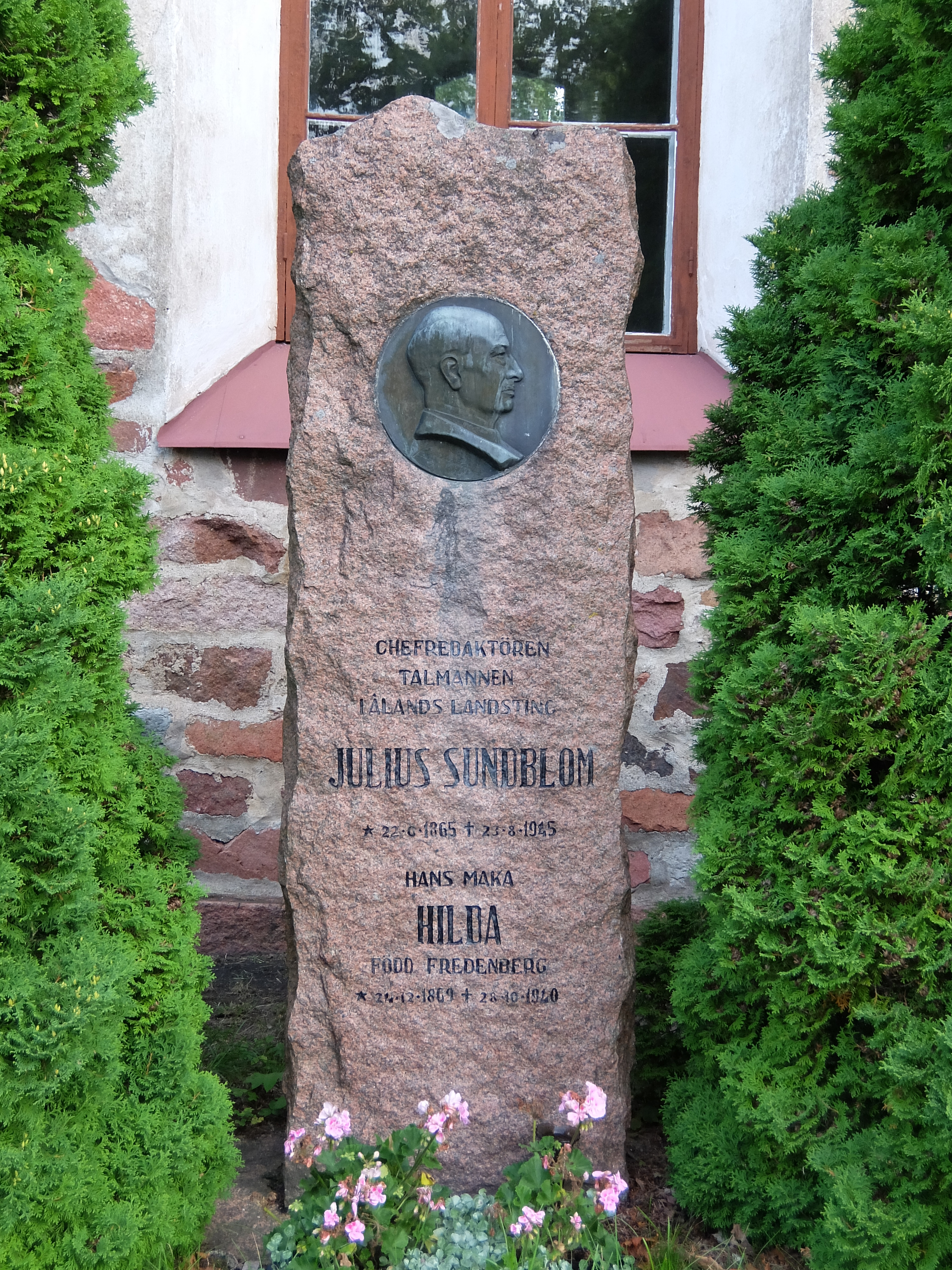

August Julius Sundblom (Illes Åland, Finlàndia, 22 de juny, 1865 - 23 d'agost, 1945) fou un periodista i polític suec finlandès.
Sundblom fundà Tidningen Åland el 1891, i en fou editor en cap en els períodes entre 1891 - 1896 i 1921 - 1945. També fou editor en cap de Västra Nyland en el període entre 1895 - 1900, durant el qual va viure a Turku, Finlàndia.
Després de la declaració d'independència de Finlàndia el 1917, Sundblom esdevingué un dels principals dirigents que proposaren el retorn de les illes Åland a Suècia, que es va resoldre en la Crisi d'Åland. Després de la resolució de la crisi, Sundblom, amb Carl Björkman, fou arrestat per la policia finlandesa i passà uns dies a la presó, acusat d'alta traïció.
El 1922, Sundblom esdevingué el primer portaveu del Landstinget (més tard anomenat Lagtinget), instituït mercès a la Llei d'Autonomia de Finlàndia del 1920 com a part de la solució de la crisi d'Åland.